# Wielkopolski słownik biograficzny
Wielkopolski słownik biograficzny – regionalny słownik biograficzny opracowany pod redakcją Antoniego Gąsiorowskiego oraz Jerzego Topolskiego i wydany przez Państwowe Wydawnictwo Naukowe w 1981.

## Przygotowania
Prace przygotowawcze rozpoczęto w 1967. W 1970 wydano zeszyt próbny z czterdziestoma hasłami. Pełne wydanie ukazało się w 1981 i miało 890 stron, zawierając około 1600 haseł o objętości najczęściej 30-60 wierszy wydawniczych. Udział w pisaniu haseł wzięło ponad 230 autorów.

## Zawartość
Ilościowo najwięcej haseł odnosi się do osób związanych z Poznaniem i innymi głównymi miastami Wielkopolski, zwłaszcza Kaliszem i Gnieznem. Chronologicznie rozpiętość zawartości słownika sięga czasów legendarnych, począwszy od Piasta i Popiela, a kończy się na osobach żyjących w czasie opracowywania dzieła - jako kryterium w tych przypadkach przyjęto datę urodzenia przed 1900 (np. Tadeusz Szczurkiewicz, czy Henryk Łowmiański). Nie pomijano osób związanych z regionem tylko miejscem urodzenia (np. Stanisław Staszic), czy działalnością krótkotrwałą (np. Wilam Horzyca). Pominięto natomiast biogramy Niemców działających w Wielkopolsce podczas zaborów (np. wojskowych, czy hakatystów). Występuje częściowa nadreprezentacja niektórych zawodów, np. złotników.

## Obszar zainteresowania
Terytorialnie słownik dotyczy Wielkopolski w jej pojęciu historycznym, zarówno staropolskim, jak i utrwalonym we współczesnej świadomości historycznej. Są to zatem ziemie wokół Poznania, Gniezna, Kalisza, Piły, Leszna, Konina, Nakła nad Notecią i Międzyrzecza.

## Hasła
Hasła przekazują podstawowe dane biograficzne (nazwisko i imiona, daty narodzin i śmierci, imiona i zawody rodziców, potomków oraz małżonków) i zasadniczy zrąb faktów z życia oraz działalności. Część artykułów powtarza biogramy drukowane wcześniej w Polskim Słowniku Biograficznym, ale zastosowana konwencja co do całości jest nieco odmienna od prezentowanej w tym wydawnictwie. Część haseł sformułowano na podstawie kwerend w poznańskim Urzędzie Stanu Cywilnego, księgach metrykalnych archidiecezji poznańskiej, jak również kartotekach ewidencji ludności Archiwum Państwowego w Poznaniu. Dane konsultowano z przedstawicielami poznańskiego środowiska naukowego. Biogramy, które ostatecznie nie weszły do wydawnictwa zostały złożone w Bibliotece Raczyńskich. Na początku każdej litery alfabetu prezentowane są trzy podobizny osób, których nazwiska zaczynają się od tej litery.